# 真瀬拓海
真瀬 拓海（ませ たくみ、1998年5月3日 - ）は、千葉県出身のプロサッカー選手。Jリーグ・ベガルタ仙台所属。ポジションはディフェンダー（DF）。

## 来歴
市立船橋高校では2年生からAチームでプレーし、高校3年時には主力としてインターハイ優勝に貢献した。進学した阪南大でも入学直後から右サイドバックのレギュラーを獲得し、2020年関西学生サッカーリーグ1部の優秀選手賞を受賞した。
2020年3月、2021年からのベガルタ仙台へ加入が内定し、同時に特別指定選手に承認された。同年7月8日、J1第3節の浦和レッズ戦で途中出場し、Jリーグデビューした。
2021年より正式にベガルタ仙台に加入。7月10日、J1第22節の北海道コンサドーレ札幌戦でプロ初ゴールを決めた。

## 所属クラブ
- 南市川JFC
- JSC CHIBA
- 船橋市立船橋高等学校
- 阪南大学
  - 2020年3月 - 同年12月  ベガルタ仙台（特別指定選手）
- 2021年 -  ベガルタ仙台

## 個人成績
| 国内大会個人成績 | 国内大会個人成績 | 国内大会個人成績 | 国内大会個人成績 | 国内大会個人成績 | 国内大会個人成績 | 国内大会個人成績 | 国内大会個人成績 | 国内大会個人成績 | 国内大会個人成績 | 国内大会個人成績 | 国内大会個人成績 |
| 年度             | クラブ           | 背番号           | リーグ           | リーグ戦         | リーグ戦         | リーグ杯         | リーグ杯         | オープン杯       | オープン杯       | 期間通算         | 期間通算         |
| 年度             | クラブ           | 背番号           | リーグ           | 出場             | 得点             | 出場             | 得点             | 出場             | 得点             | 出場             | 得点             |
| 日本             | 日本             | 日本             | 日本             | リーグ戦         | リーグ戦         | リーグ杯         | リーグ杯         | 天皇杯           | 天皇杯           | 期間通算         | 期間通算         |
| ---------------- | ---------------- | ---------------- | ---------------- | ---------------- | ---------------- | ---------------- | ---------------- | ---------------- | ---------------- | ---------------- | ---------------- |
| 2020             | 仙台             | 45               | J1               | 11               | 0                | 1                | 0                | -                | -                | 12               | 0                |
| 2021             | 仙台             | 25               | J1               | 37               | 2                | 6                | 0                | 1                | 0                | 44               | 2                |
| 2022             | 仙台             | 25               | J2               | 39               | 4                | -                | -                | 2                | 0                | 41               | 4                |
| 2023             | 仙台             | 25               | J2               | 18               | 0                | -                | -                | 0                | 0                | 18               | 0                |
| 2024             | 仙台             | 25               | J2               | 26               | 1                | 0                | 0                | 0                | 0                | 26               | 1                |
| 2025             | 仙台             | 25               | J2               |                  |                  |                  |                  |                  |                  |                  |                  |
| 通算             | 日本             | 日本             | J1               | 48               | 2                | 7                | 0                | 1                | 0                | 56               | 2                |
| 通算             | 日本             | 日本             | J2               | 83               | 5                | 0                | 0                | 2                | 0                | 59               | 4                |
| 総通算           | 総通算           | 総通算           | 総通算           | 131              | 7                | 7                | 0                | 3                | 0                | 115              | 7                |

- 2020年は特別指定選手

その他の公式戦
- 2024年
  - J1昇格プレーオフ 2試合0得点

出場歴
- Jリーグ初出場 - 2020年7月8日 明治安田生命J1リーグ第3節 vs浦和レッズ（ユアテックスタジアム仙台）
- Jリーグ初得点 - 2021年7月10日 明治安田生命J1リーグ第22節 vs北海道コンサドーレ札幌（ユアテックスタジアム仙台）

## タイトル

### チーム
市立船橋高校
- 全国高等学校総合体育大会サッカー競技大会（2016年）

### 個人
- 関西学生サッカーリーグ1部・優秀選手（2020年）